# Sanderstead
Sanderstead est une localité britannique située dans le borough londonien de Croydon, dans le sud du Grand Londres.